# العدنة (السلق)

تعديل مصدري - تعديل

العدنة محلة تابعة لقرية الجبانة، التابعة لعزلة السلق بمديرية حبيش إحدى مديريات محافظة إب في الجمهورية اليمنية، بلغ تعداد سكانها 70 حسب تعداد اليمن لعام 2004.